# Begusarai (stad)

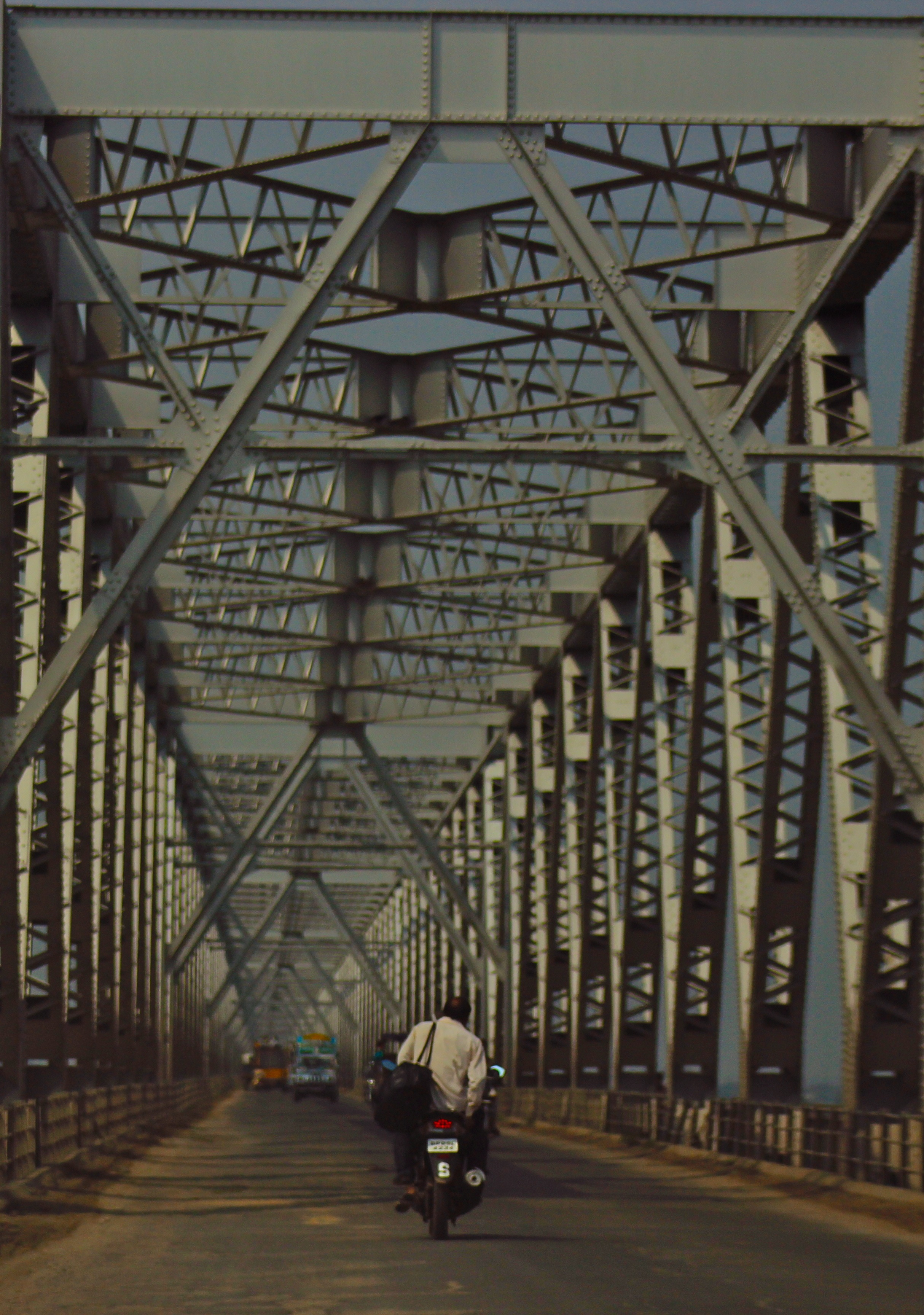
Rajendra Bridge over de Ganges in Begusarai, Bihar

Begusarai is een stad in de Indiase staat Bihar. Begusarai is de hoofdstad van het gelijknamige district. De stad ligt op de noordelijke oever van de Ganges, zo'n 50 km ten oosten van Patna, de hoofdstad van Bihar. Begusarai telde bij de census van 2011 252.008 inwoners.

## Demografie
Volgens de Indiase volkstelling van 2011 wonen er 252.008 mensen in Begusarai, waarvan 53% mannelijk en 47% vrouwelijk is. De plaats heeft een alfabetiseringsgraad van 76% (82% bij mannen, 70% bij vrouwen).

## Sport
Het Township Stadium is het grootste stadion van Begusarai. Het stadion wordt het meest gebruikt voor voetbal en het heeft een capaciteit van 15.000 plaatsen.